# 散乱理論
散乱理論（さんらんりろん、英: Theory of Scattering）は、粒子などの散乱を扱う理論のこと。
物質の微視的な構造を調べるときに最も一般的な方法は、その物体に粒子（または波動）を衝突させて、散乱された粒子の分布の様子を調べることである。現代物理学の実験的研究の結果の多くは量子力学における散乱理論に基づく計算の結果と比較されることになる。
実験では電子、光子（電磁波）、中性子、陽子、イオンなどが、原子、分子、原子核、素粒子などによって散乱される。
通常、量子力学を用いてこれらの散乱を記述する理論のことを散乱理論と言う場合が多いが、古典力学によって扱われる散乱もある。以下は、量子力学の立場による記述である。

## 散乱現象を扱う２つの方法
散乱現象を理論的に扱う方法には２つの方法が考えられる。
例として、ホースから出た水が散乱体にぶつかって四方八方に飛び散るような散乱現象を考える。
第一の方法では、水を出しっぱなしにして全体の状況が定常的になったとき、この散乱の様子を撮影した１枚の写真として全体像を考察する。この方法では、一体もしくは二体の弾性散乱（散乱前後でエネルギーが不変である散乱）のみ扱う事ができる。この方法では定常状態のシュレディンガー方程式を、散乱を表す境界条件のもとで解くことで、散乱状態を求める。
これはハミルトニアンの固有値・固有ベクトルを求める問題とは異なることに注意しなければならない。入射粒子のエネルギーは実験者によって指定されるため、弾性散乱では散乱状態のエネルギー固有値Eはすでに指定されており、それに対応するエネルギー固有状態を求めるのである。つまり自由粒子（入射状態）の満たしているエネルギー固有関係を境界条件として微分方程式を解く。これにはグリーン関数を用いる方法が有用である。
シュレディンガー方程式の解である散乱状態は、入射平面波と外向き球面波の重ね合わせで記述されると考えて、その球面波の振幅（散乱振幅）を決定することで散乱断面積を求める。この考え方は古典的な波動の散乱の問題の扱い方と本質的に同等であり、その波動が量子的な確率振幅であると解釈する点だけが異なる。以下ではこちらの方法での散乱理論を記す。
第二の方法では、ホースから出た１つの水滴がどのように散乱されていくかを時間的に追跡していく。この方法では、散乱過程を始状態から終状態への転移としてとらえ、その転移確率を時間依存シュレディンガー方程式を用いて求める（時間発展についてはシュレディンガー描像から相互作用描像に書き換えてから計算することもある）。この方法は、より量子力学の考え方に沿った方法であり、非弾性散乱なども扱えるため、第一の方法より一般性がある。この方法はS行列の理論とも呼ばれる。

## ポテンシャルによる電子散乱

### 定常状態のシュレディンガー方程式の解
散乱体が、単独に存在する（孤立した）マフィンティンポテンシャル{\displaystyle V_{\mathrm {MT} }(r)}である場合を考える。
{\displaystyle V_{\mathrm {MT} }(r)={\begin{cases}V(r)&(r<r_{\mathrm {MT} })\\0&(r>r_{\mathrm {MT} })\\\end{cases}}}
ここで{\displaystyle r_{\mathrm {MT} }}は球対称ポテンシャル{\displaystyle V(r)}のおよぶ領域の半径で、マフィンティン半径と呼ばれる。
長距離相互作用のポテンシャルはここでは考察対象外とする。
マフィンティンポテンシャル下での電子についての定常状態のシュレーディンガー方程式は、
{\displaystyle {\begin{cases}[-\nabla ^{2}+V(r)]\Psi (\mathbf {r} )=\,{k_{0}}^{2}\Psi (\mathbf {r} )&(r<r_{\mathrm {MT} })\\-\nabla ^{2}\Psi (\mathbf {r} )=\,{k_{0}}^{2}\Psi (\mathbf {r} )&(r>r_{\mathrm {MT} })\\\end{cases}}}
となる。ここで{\displaystyle m}は電子の質量、{\displaystyle {k_{0}}^{2}=E}、{\displaystyle E}は入射状態のエネルギー固有値ですでに指定されている。また簡単のため{\displaystyle \hbar /2m=1}とした。この微分方程式を解くことができれば、散乱問題は解けたことになる。
波動関数{\displaystyle \Psi (\mathbf {r} )}を極座標表示で展開すると、
{\displaystyle \Psi (\mathbf {r} )=\,\sum _{l}C_{l}\Phi _{l}(r)P_{l}(\cos \theta )}
とする。{\displaystyle \Phi _{l}(r)}は動径波動関数（{\displaystyle r}は動径座標、{\displaystyle l}は軌道角運動量）、{\displaystyle C_{l}}は未定係数、{\displaystyle P_{l}(\cos \theta )}は{\displaystyle l}次のルジャンドル多項式である。
{\displaystyle r>r_{\mathrm {MT} }}の場合、動径波動関数は、
{\displaystyle {\frac {1}{r^{2}}}{\frac {d}{dr}}\left(r^{2}{\frac {d\Phi _{l}}{dr}}\right)+\left({k_{0}}^{2}-{\frac {l(l+1)}{r^{2}}}\right)\Phi _{l}=0}
を解くことによって次の解が得られる。
{\displaystyle \phi _{l}(r)=\,Aj_{l}(k_{0}r)+Bn_{l}(k_{0}r)}
ここで、A、Bは任意の係数。jl(x)は球ベッセル関数、nl(x)は球ノイマン関数である。
r < rMTの場合は省略。

### 位相差
この解を、
{\displaystyle {\begin{aligned}\phi _{l}(r)&=A\{j_{l}(k_{0}r)-\tan \delta _{l}\cdot n_{l}(k_{0}r)\}\\\tan \delta _{l}&=-B/A\end{aligned}}}
と変形し、ここで出てくる{\displaystyle \delta _{l}}を位相差（位相シフト、位相のずれ、フェーズシフト）と言う。これはポテンシャル（マフィンティン型である必要はない）が存在することによる波動関数の位相のずれの効果を表している。

### 散乱振幅・散乱断面積
ここで、z軸上の無限遠（-∞）から平面波が入射して、これがポテンシャルV(r)によって散乱され、球面波となって出て行く場合、全体の散乱状態の波動関数は次のように漸近すると考える。
{\displaystyle \Psi \sim e^{ik\mathbf {z} \cdot \mathbf {z} }+f(\theta ){e^{i\mathbf {k} \cdot \mathbf {r} } \over {r}}}
ここで、f(θ)は散乱の確率振幅（散乱振幅、θは極座標の角度成分）であり、これはシュレディンガー方程式の解と比較することで、次のように表される。
{\displaystyle f(\theta )={1 \over {k}}\sum _{l=0}^{\infty }(2l+1)e^{i\delta _{l}}\sin \delta _{l}\cdot P_{l}(\cos \theta )}
散乱振幅は本来、f(θ,φ)と表されるが（φは極座標におけるもう1つの角度成分）、マフィンティンポテンシャルは球対称なのでθのみに依存し、φに依らない。ここで散乱振幅の二乗が微分散乱断面積（dσ/dΩ、σ：全断面積、dΩ：微小立体角）となる。
{\displaystyle {d\sigma  \over {d\Omega }}=\,|f(\theta ,\phi )|^{2}}

### T行列
多重散乱理論などを考える場合に便利であるため、以下で示される遷移演算子（T演算子）を導入する。
{\displaystyle T=V+VG_{0}V+VG_{0}VG_{0}V+\cdot \cdot \cdot }
{\displaystyle G_{0}=\,{1 \over {E-H_{0}+i\epsilon }}}
ここで、G0は自由電子のグリーン関数、H0は自由電子のハミルトニアンである。εは無限小の数である。
{\displaystyle f(\theta )\ }は、遷移演算子を入射状態{\displaystyle \{|\mathbf {k} \rangle \}}と散乱状態{\displaystyle \{|\mathbf {k} +\mathbf {q} \rangle \}}で行列表示したT行列（T行列、遷移行列）によって、以下のように表せる。
{\displaystyle f(\theta )=-{1 \over {4\pi }}\langle \mathbf {k} +\mathbf {q} |T|\mathbf {k} \rangle }
{\displaystyle \langle \mathbf {k} +\mathbf {q} |T|\mathbf {k} \rangle =\langle \mathbf {k} +\mathbf {q} |V|\mathbf {k} \rangle +\int {\langle \mathbf {k} +\mathbf {q} |V|\mathbf {k} +\mathbf {q} '\rangle \langle \mathbf {k} +\mathbf {q} '|V|\mathbf {k} \rangle  \over {(k^{2}-|\mathbf {k} +\mathbf {q} '|^{2})}}d^{3}q'+\cdot \cdot \cdot }
T演算子は、
{\displaystyle T=V+VG_{0}\{V+VG_{0}V+\cdot \cdot \cdot \}=V+VG_{0}T}
とも表せる。よってT行列の行列要素は、
{\displaystyle \langle \mathbf {k} +\mathbf {q} |T|\mathbf {k} \rangle =\,-{1 \over {k_{0}}}\sum _{l}e^{i\delta _{l}}\sin \delta _{l}\cdot 4\pi (2l+1)P_{l}(\cos \theta )=-{1 \over {k_{0}}}\sum _{l,m}e^{i\delta _{l}}\sin \delta _{l}\cdot Y_{lm}(\mathbf {k} +\mathbf {q} )Y_{lm}(\mathbf {k} )}
となる。ここで{\displaystyle Y_{lm}}は球面調和関数で、{\displaystyle m}は軌道磁気量子数である。更に、
{\displaystyle \langle \mathbf {k} +\mathbf {q} |T|\mathbf {k} \rangle =\sum _{l,m}T_{l}Y_{lm}(\mathbf {k} +\mathbf {q} )Y_{lm}(\mathbf {k} )}
より、これから、
{\displaystyle T_{l}=-{1 \over {k_{0}}}e^{i\delta _{l}}\sin \delta _{l}=-{1 \over {\kappa }}e^{i\delta _{l}}\sin \delta _{l}}
を得る。これが角運動量表示でのT行列と位相差（フェーズシフト）との関係。k0はκの記号で表されることが多い。

以上は、孤立したポテンシャル下での散乱であるが、実際は多数存在するポテンシャルの存在下で、多数の粒子（電子など）が何度も散乱される（多重散乱）。これを理論的に取り扱うのが多重散乱理論である。

## 関連図書
- 砂川重信：「散乱の量子論」、岩波書店(岩波全書296)（1977年6月）.
- 笹川辰弥：「散乱理論」、裳華房、ISBN 4-7853-2321-3（1991年3月30日).
- 並木美喜雄、大場一郎：「散乱の量子力学」、岩波書店、ISBN 4-00-005405-8（1997年6月10日).
- Richard B. Melrose、井川満（訳）：「幾何学的散乱理論」、共立出版、ISBN 4-320-01730-7 (2003年3月25日).
- 磯崎洋：「多体シュレディンガー方程式」、シュプリンガー・フェアラーク東京、ISBN 4-431-71091-4 (2004年11月9日).
- 井川満：「散乱理論」、岩波書店,ISBN 978-4-00-005410-2 (2008年4月).
- Devinder S. Sivia：「X線・中性子の散乱理論入門」、森北出版、ISBN 978-4627154711 (2014年4月8日).
- 柴山充弘、佐藤尚弘、岩井俊昭、木村康之：「光散乱法の基礎と応用」、講談社、ISBN 978-4061543874 (2014年11月13日）.
- 緒方一介：「量子散乱理論への招待：フェムトの世界を見る物理」、共立出版、ISBN 978-4-320-03600-0 (2017年3月27日).
- 橋本竹治：「X線・光・中性子散乱の原理と応用」、講談社、ISBN 978-4061543973 (2017年8月29日).